# 札幌市立山鼻小学校
札幌市立山鼻小学校（さっぽろしりつやまはなしょうがっこう）は、北海道札幌市中央区にある公立小学校。

## 概要
市内で最も歴史のある小学校の一つ。校木であるモミジは、1915年に当時の保護者会（現PTA）会長が、京都の嵐山からモミジの苗木を取り寄せ、当校に寄贈したことに因む。また、各種研究大会・発表会も行われている。課外活動では、ミニバスケットボール部が全国大会出場経験がある。

## 沿革
- 1877年（明治10年）7月15日 - 校舎が落成し仮授業を開始する[1]。
- 1878年（明治11年）4月18日 - 山鼻学校開校式を挙行し、この日を開校記念日と定める[1]。修業年限上等4年、下等4年[2]。
- 1881年（明治14年）9月1日 - 明治天皇が本校に行幸される[1]。
- 1883年（明治16年） - 初等科3年、中等科3年に改組し、年限を変更[2]。
- 1887年（明治20年）4月1日 - 山鼻簡易小学校となる（修業年限3年）[3][注釈 1]。
- 1890年（明治23年）
  - 2月7日 - 校舎焼失する[1]。
  - 10月1日 - 山鼻尋常小学校となる（修業年限4年）[1]。
- 1892年 （明治25年）7月1日 - 新校舎が落成する[1]。
- 1901年（明治34年）3月10日 - 高等科（修業年限2年）を設置し、山鼻尋常高等小学校となる[1]。
- 1905年（明治38年）4月1日 - 高等科の修業年限を4年に延長する[1]。
- 1907年（明治40年）4月18日 - 校歌を制定する[1]。
- 1909年（明治42年）4月1日 ‐ 修業年限尋常科6年、高等科2年となる[1]。
- 1912年（大正元年）8月5日 - 校歌を改訂する（作詞・石森和男、作曲・玉川瓶也）[4][注釈 2]。
- 1915年（大正4年）11月10日 - 校旗を作製する[4]。
- 1928年（昭和3年）10月18日 - 開校50周年記念式典を挙行する[4]。
- 1931年（昭和6年）3月19日 - 高等科を廃止し、山鼻尋常小学校と改称する[5]。
- 1932年（昭和7年）3月15日 - 校歌の旋律を改訂する（作曲・津田甫）[5]。
- 1941年（昭和16年）4月1日 - 山鼻国民学校と改称する[5]。
- 1947年（昭和22年）4月1日 - 札幌市立山鼻小学校と改称する[5]。
- 1948年（昭和23年）12月1日 - 現在の校章を制定する[5]。
- 1951年（昭和26年）2月8日 - 完全給食を実施する[6]。
- 1957年（昭和32年）8月6日 - 第8回全国学校図書館研究大会会場校となる[6]。
- 1978年（昭和53年）10月18日 - 開校100周年記念式典を挙行する[7]。
- 1983年（昭和58年） - “愛の鐘”を設置する[要出典]。
- 1984年（昭和59年）12月 - PTA文部大臣表彰記念講演会、祝賀会を開催する[8]。
- 1985年（昭和60年）10月 - モニュメント「語らい」完成除幕式を行う[8]。
- 1989年 - ソニー教育論文優良校に選定される[要出典]。
- 1993年（平成5年）7月 - プールを新設する[8]。
- 1994年（平成6年）10月 - 郷土資料室完成する[8]。
- 1998年（平成10年） - 第42回全国特別活動研究大会会場となる[要出典]。
- 1999年（平成11年） - コンピューター室が完成[要出典]。
- 1999年 - 環境教育に関して財団法人グリーンクロスジャパンより表彰を受ける[要出典]。

## 教育目標
- 共に生きる豊かな心を育てる（徳）
- 明朗で健康な心身を育てる（体）
- 自主的に学ぶ力を育てる（知）
- 創造的な知性を育てる（知）

## 所在地
札幌市中央区南14条西10丁目1番地

## 卒業生
- 板垣武四 - 元札幌市長
- 桂信雄 - 元札幌市長
- 五十嵐豊一 - 棋士
- 黒田雅子 - 子爵黒田和志の二女でエチオピア皇太子元婚約者
- 砂田毅樹 - 元プロ野球選手